# العلاقات السعودية الجامايكية
العلاقات السعودية الجامايكية هي العلاقات الثنائية التي تجمع بين السعودية وجامايكا.

## مقارنة بين البلدين
هذه مقارنة عامة ومرجعية للدولتين:
| وجه المقارنة                                              | السعودية        | جامايكا       |
| --------------------------------------------------------- | --------------- | ------------- |
| المساحة (كم2)                                             | 2.25 مليون      | 10.99 ألف     |
| عدد السكان (نسمة)                                         | 33.00 مليون     | 2.95 مليون    |
| الكثافة السكانية (ن./كم²)                                 | 14.67           | 268.43        |
| العاصمة                                                   | الرياض، الدرعية | كينغستون      |
| اللغة الرسمية                                             | اللغة العربية   | لغة إنجليزية  |
| العملة                                                    | ريال سعودي      | دولار جامايكي |
| الناتج المحلي الإجمالي (بليون دولار)                      | 683.83 مليار    | 14.77 مليار   |
| الناتج المحلي الإجمالي (تعادل القوة الشرائية) بليون دولار | 1.69 تريليون    | 24.79 مليار   |
| الناتج المحلي الإجمالي الاسمي للفرد دولار أمريكي          | 20.48 ألف       | 5.23 ألف      |
| الناتج المحلي الإجمالي للفرد دولار أمريكي                 | 52.01 ألف       | 8.88 ألف      |
| مؤشر التنمية البشرية                                      | 0.837           | 0.719         |
| رمز المكالمات الدولي                                      | +966            | +1876         |
| رمز الإنترنت                                              | .sa             | .jm           |
| المنطقة الزمنية                                           | ت ع م+03:00     | 00            |

## منظمات دولية مشتركة
يشترك البلدان في عضوية مجموعة من المنظمات الدولية، منها:
| علم المنظمة | اسم المنظمة                               | تاريخ انضمام السعودية | تاريخ انضمام جامايكا |
| ----------- | ----------------------------------------- | --------------------- | -------------------- |
|             | يونسكو                                    | 4 نوفمبر 1946         | 7 نوفمبر 1962        |
|             | البنك الدولي للإنشاء والتعمير             | 26 أغسطس 1957         | 21 فبراير 1963       |
|             | منظمة حظر الأسلحة الكيميائية              | ?                     | ?                    |
|             | الأمم المتحدة                             | 24 أكتوبر 1945        | 18 سبتمبر 1962       |
|             | مؤسسة التمويل الدولية                     | 18 سبتمبر 1962        | 31 مارس 1964         |
|             | المركز الدولي لتسوية المنازعات الاستشارية | 7 يونيو 1980          | 14 أكتوبر 1966       |
|             | وكالة ضمان الاستثمار متعدد الأطراف        | 12 أبريل 1988         | 12 أبريل 1988        |
|             | الاتحاد البريدي العالمي                   | ?                     | ?                    |
|             | منظمة الشرطة الجنائية الدولية             | 13 يونيو 1956         | ?                    |
|             | منظمة التجارة العالمية                    | 11 نوفمبر 2005        | ?                    |
|             | المنظمة الهيدروغرافية الدولية             | 8 أبريل 2002          | ?                    |
|             | الاتحاد الدولي للاتصالات                  | 7 فبراير 1949         | 18 فبراير 1963       |

## وصلات خارجية
- موقع وزارة الخارجية السعودية
- موقع وزارة الخارجية الجامايكية